# Lothar Otto (Cartoonist)

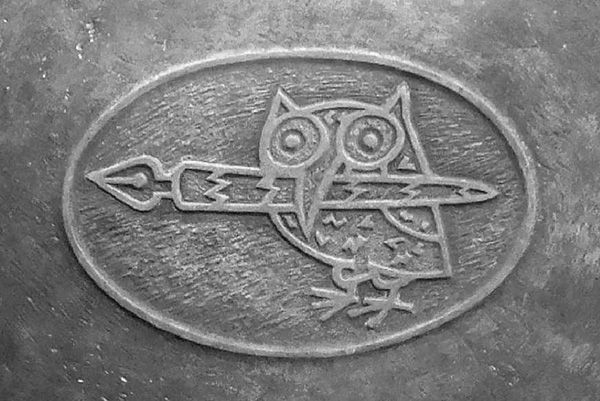
Motiv auf seinem Grabstein

Lothar Otto (* 24. März 1932 in Chemnitz; † 7. August 2019 in Leipzig) war ein deutscher Cartoonist und Buchillustrator. Unter anderem arbeitete er 58 Jahre für das Satiremagazin Eulenspiegel.

## Leben
Nach seinem Schulbesuch erlernte Lothar Otto den Beruf des technischen Zeichners, bevor er von 1952 bis 1957 ein Studium an der Hochschule für Grafik und Buchkunst in Leipzig absolvierte. Obwohl früher schon an Karikaturen interessiert, wurde ihm erst zum Ende des Studiums klar, dass diese sein Metier werden sollten.
Dennoch nahm er nach dem Studium zunächst eine Stelle bei der Bezirksniederlassung der DEWAG in Gera an. Ab 1960 arbeitete er als freiberuflicher Grafiker und Illustrator und nahm seinen Wohnsitz in Leipzig.

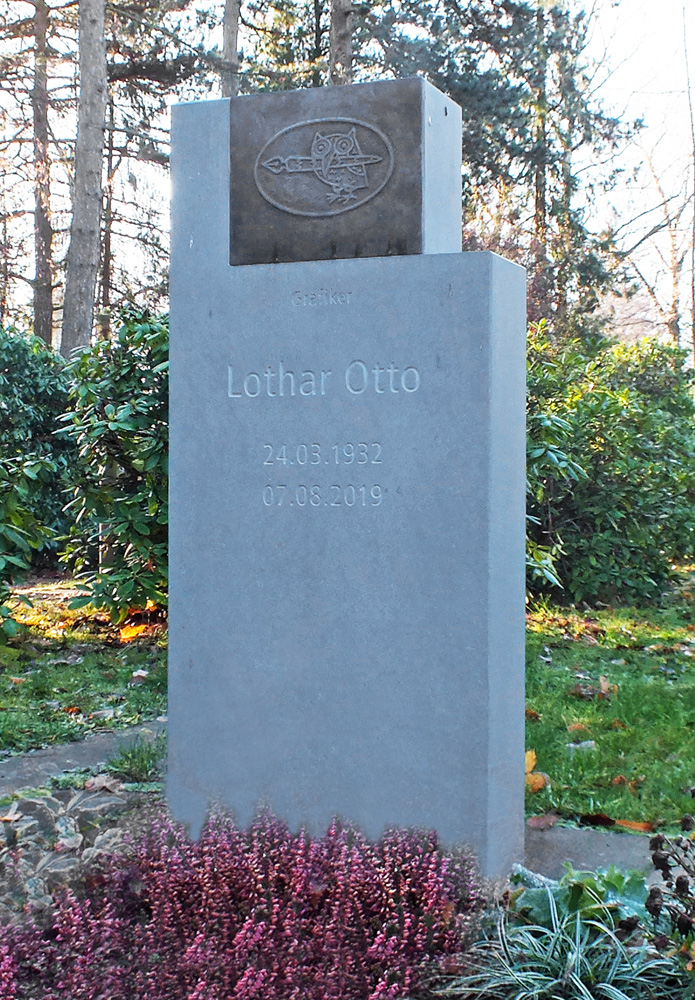
Sein Grabstein auf dem Südfriedhof Leipzig

1961 erschien auf der den Nachwuchszeichnern gewidmeten Seite „Gemüsegarten“ des Eulenspiegel seine erste Zeichnung. Dem Eulenspiegel blieb er bis in sein letztes Lebensjahr treu. Ab 1963 zeichnete er für die Frauenzeitschrift Für Dich, ab 1966 für die Freie Welt und ab 1967 für das Magazin. Seine Zeichnungen erschienen von 1974 bis 1987 in der Leipziger Volkszeitung, im DDR-Jugendmagazin Neues Leben, aber auch in der renommierten Schweizer Satirezeitschrift Nebelspalter. Für die Rubrik Gewandhausmaus der Leipziger Musikillustrierten Gewandhaus-Magazin schuf er von 1996 bis 2007 113 Zeichnungen.
Lothar Otto illustrierte zahlreiche Bücher und gab auch eigene Bücher heraus, wobei Kinderbücher eine besondere Rolle einnehmen. Er verstand es auch, seinen Humor nicht nur bildlich zu fassen, sondern liebte auch Wortspielereien, wie „Ottografie“ und „Popogei & Telefant“.
Otto war auch weitab der gedruckten Zeichnung grafisch tätig. Er entwarf Wandgestaltungen für Kindergärten und Ausstattungen für Cafés. Er gestaltete Pausentafeln für das Fernsehen der DDR und war 1989 an der Produktion eines Animationsfilms beteiligt.
Die Cartoons von Lothar Otto fanden nationale und internationale Anerkennung. Bei Ausstellungen und Wettbewerben erhielt er mehr als 25 Preise.

## Mitgliedschaften
- 1957–1990 Verband Bildender Künstler der DDR
- seit 2002 Bundesverband Bildender Künstlerinnen und Künstler
- seit 2002 Wilhelm-Busch-Gesellschaft
- seit 2012 Cartoonlobby e.V.[4]

## Bücher
- Kindereien. Kinderbuchverlag, 1975
- Ottilie. Kinderbuchverlag, 1980
- Popogei & Telefant. Eulenspiegel-Verlag, 1980
- Ottografieh. Kinderbuchverlag, 1988 ISBN 978-3-358-00471-5
- Hoheit läßt bitten! Eulenspiegel-Verlag, 1989 ISBN 978-3-359-00338-0
- Wortspielcasino. Eulenspiegel-Verlag, 1994, ISBN 978-3-359-00751-7
- Inventur bei Lothar Otto. Passage-Verlag, 1993, ISBN 978-3-932900-85-3

## Buchillustrationen (Auswahl)
- Kito Lorenc: Die Himmelsziege. Sorbische Volksreime und Tiermärchen. Kinderbuchverlag 1982
- Gottfried Herold: Mein Emil heißt Dackel. Kinderbuchverlag 1987
- Johannes Conrad: Die Zirbelkieferdrüse und andere schöne Geschichten. Eulenspiegel Verlag 1988, ISBN 978-3-359-00223-9
- Bernd-Lutz Lange: Deutsch-Sächsisch: Machense geene Fissemaddenzchn!  Eichborn 1991, ISBN 978-3-8218-1263-2
- Ulf Annel: Gute-Laune-Büchlein. BuchVerlag für die Frau, 2011, ISBN 978-3-89798-340-3
- Bernd-Lutz Lange: Teekessel und Othello. Aufbau Verlag 2015, ISBN 978-3-351-03638-6

## Ausstellungsbeteiligungen
- 1956, 1974, 1979 und 1985: Leipzig, Bezirkskunstausstellungen
- 1972 bis 1988: Dresden, Albertinum, VII. bis X. Kunstausstellung der DDR
- 1977 und 1983: Leipzig („Kunst und Sport“)
- 1977: Altenburg/Thüringen, Lindenau-Museum („Zeichnung im Bezirks Leipzig“)
- 1979: Berlin, Ausstellungszentrum am Fernsehturm („Die Buchillustrationen in der DDR. 1949 – 1979“)
- 1982: Leipzig („10 Jahre Leipziger Grafikbörse“)
- 1982: Leipzig, Museum der Bildenden Künste („Selbstbildnisse Leipziger Künstler“)
- 1984: Leipzig, Informationszentrum am Sachsenplatz (Ausstellung der Sektion Karikatur und Pressezeichnung DDR-Süd im VBK)
- 1985: Erfurt, Gelände der Internationalen Gartenbauausstellung („Künstler im Bündnis“)
- 1986: Greiz („satiricum ´86“)